# 173936 Yuribo
173936 Yuribo este un asteroid din centura principală de asteroizi.

## Descriere
173936 Yuribo este un asteroid din centura principală de asteroizi. A fost descoperit pe 17 noiembrie 2001 la Kuma Kogen de Akimasa Nakamura. Asteroidul prezintă o orbită caracterizată de o semiaxă mare de 3,12 ua, o excentricitate de 0,08 și o înclinație de 16,1° în raport cu ecliptica.